# Ботанічний сад Лісабонського університету
Ботанічний сад Лісабонського університету (порт. Jardim Botânico da Universidade de Lisboa) — ботанічний сад у Лісабоні, столиці Португалії.
Ботанічний сад є членом BGCI і Іберо-Макаронезійської асоціації ботанічних садів. Його міжнародний ідентифікаційний код LISU.
Ботанічний сад розташований у фрегезії Санту-Антонью на висоті 40 метрів над рівнем моря. Адміністративно підпорядкований факультету природничих наук Лісабонського університету і входить в Національний музей природної історії.
Адреса: вулиця Ешкола Політекніка, 58.
Проект ботанічного саду Лісабонського університету був розроблений в середині дев'ятнадцятого століття. Роботи почалися у 1873 році з ініціативи двох викладачів, графа Фікалью і Андраде Корву, сад був відкритий 1878 року.

## Опис ботанічного саду
Площа ботанічного саду 4 га, тут росте більше 1000 таксонів рослин. Особливо багато тропічних видів з Нової Зеландії, Австралії, Китаю, Японії та Південної Америки.
Найбільші колекції:
- Саговникі, справжні живі скам'янілості, вони в даний час надзвичайно рідкісні у природному середовищі, а деякі види зберігаються тільки в ботанічних садах.
- Пальмові, привезені з усіх континентів, надають несподівано тропічну атмосферу ботанічному саду.
- Голонасінні.
- Шовковицеві (у тому числі значна колекція фікусів).
- Марсілії.

Ботанічний сад має гербарій у якому 256 тисяч рослин, у тому числі наукові історичні колекції «Вельвіч» (XIX століття), «Бротеро» (XVIII–XIX ст.), «Ванделлі» (XVIII ст.), «Валорадо» (XVIII–XIX ст.), «Олександр Родрігес Феррейра» (XVIII–XIX ст.).

## Галерея

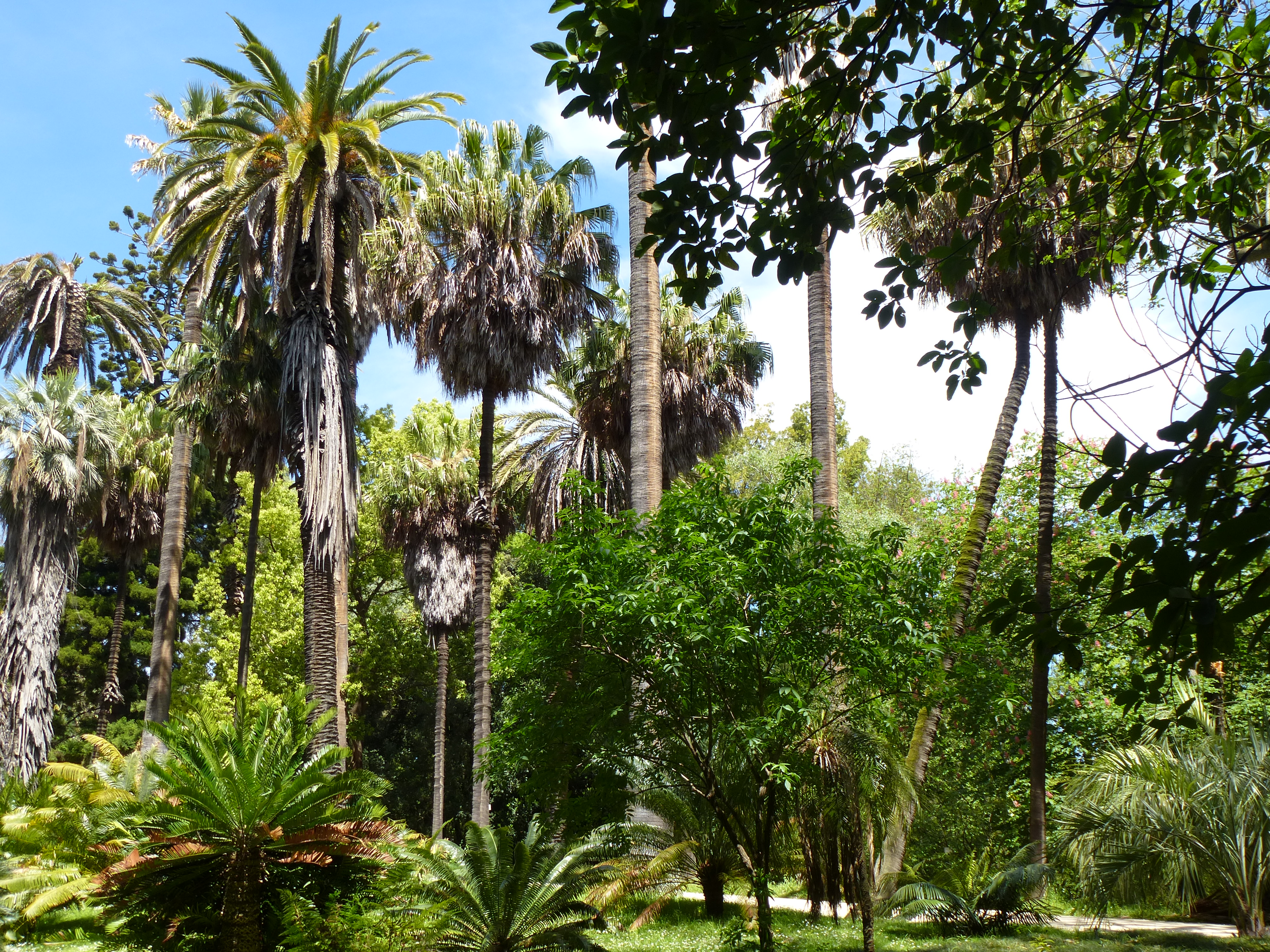
У ботанічному саду
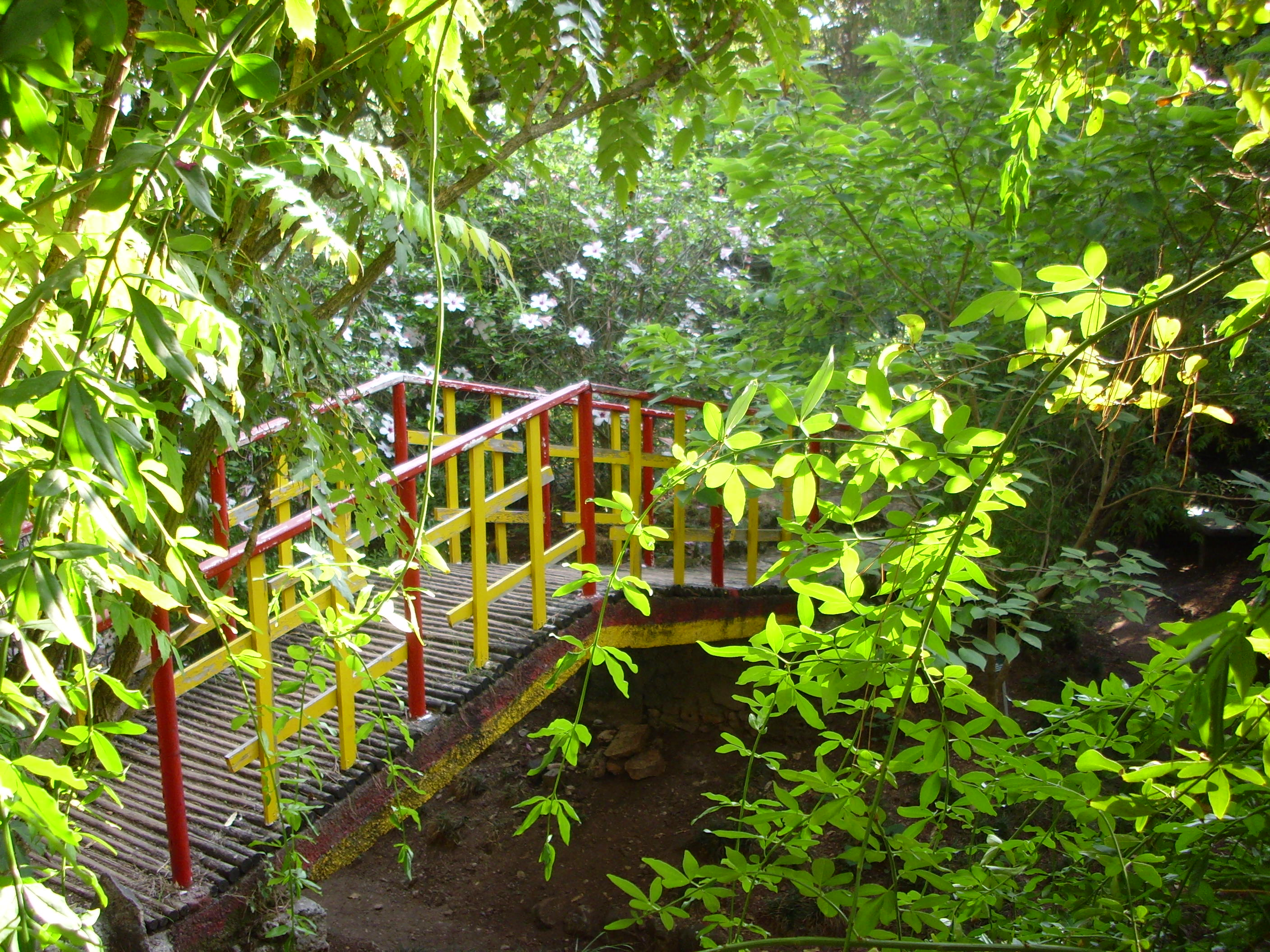
Куточок Азії
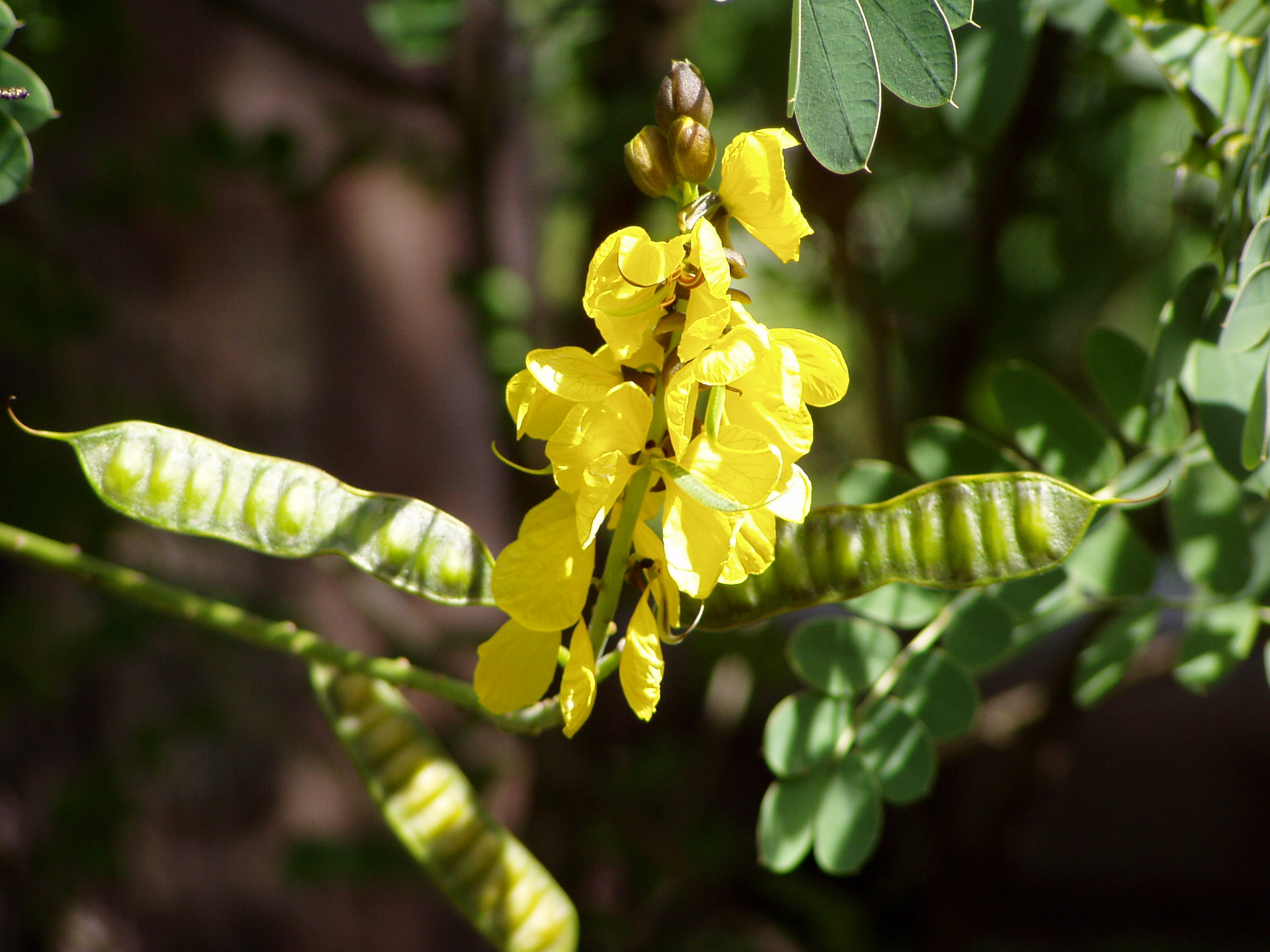
Аморфа кущова
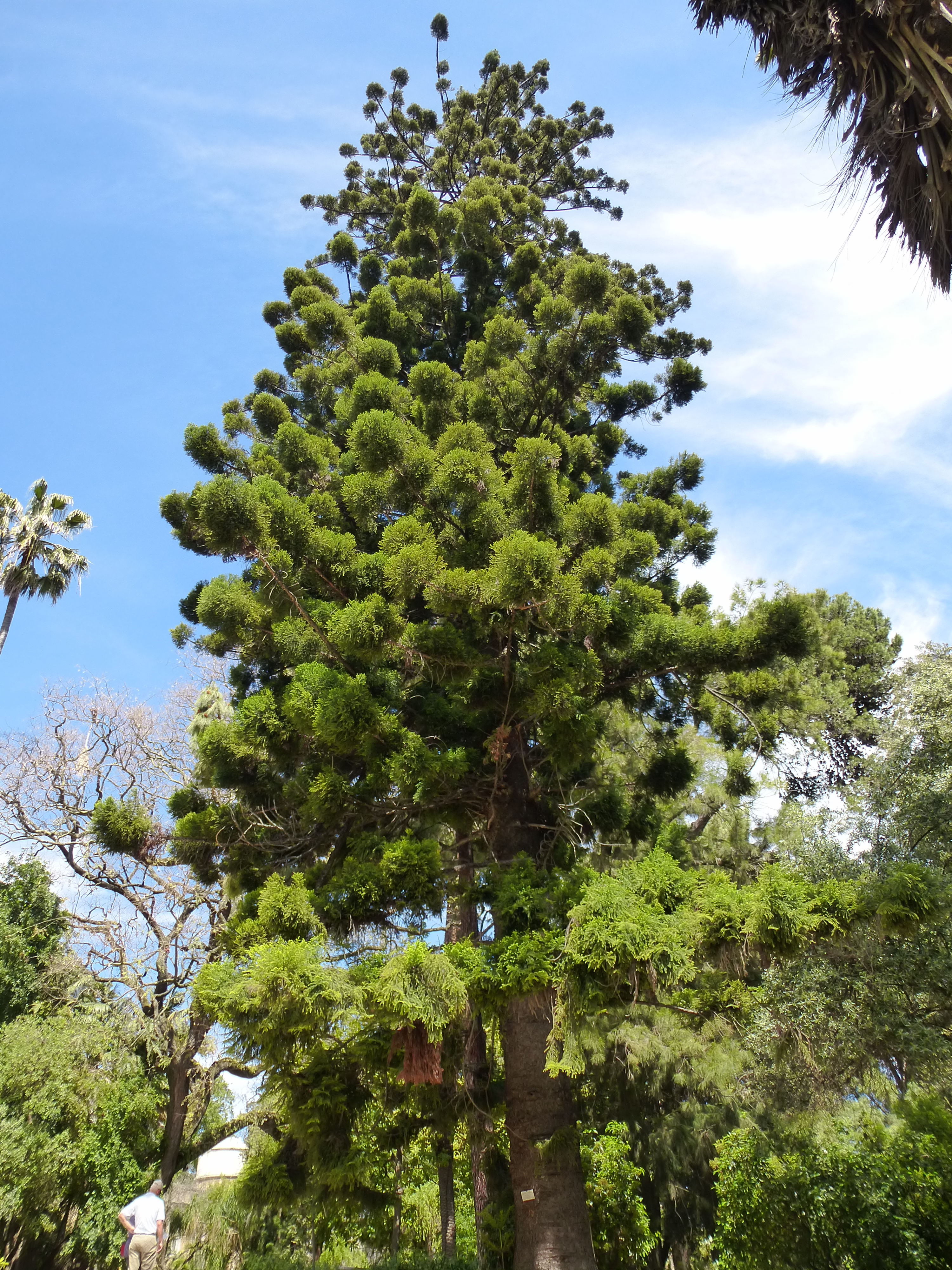
Araucaria cunninghamii
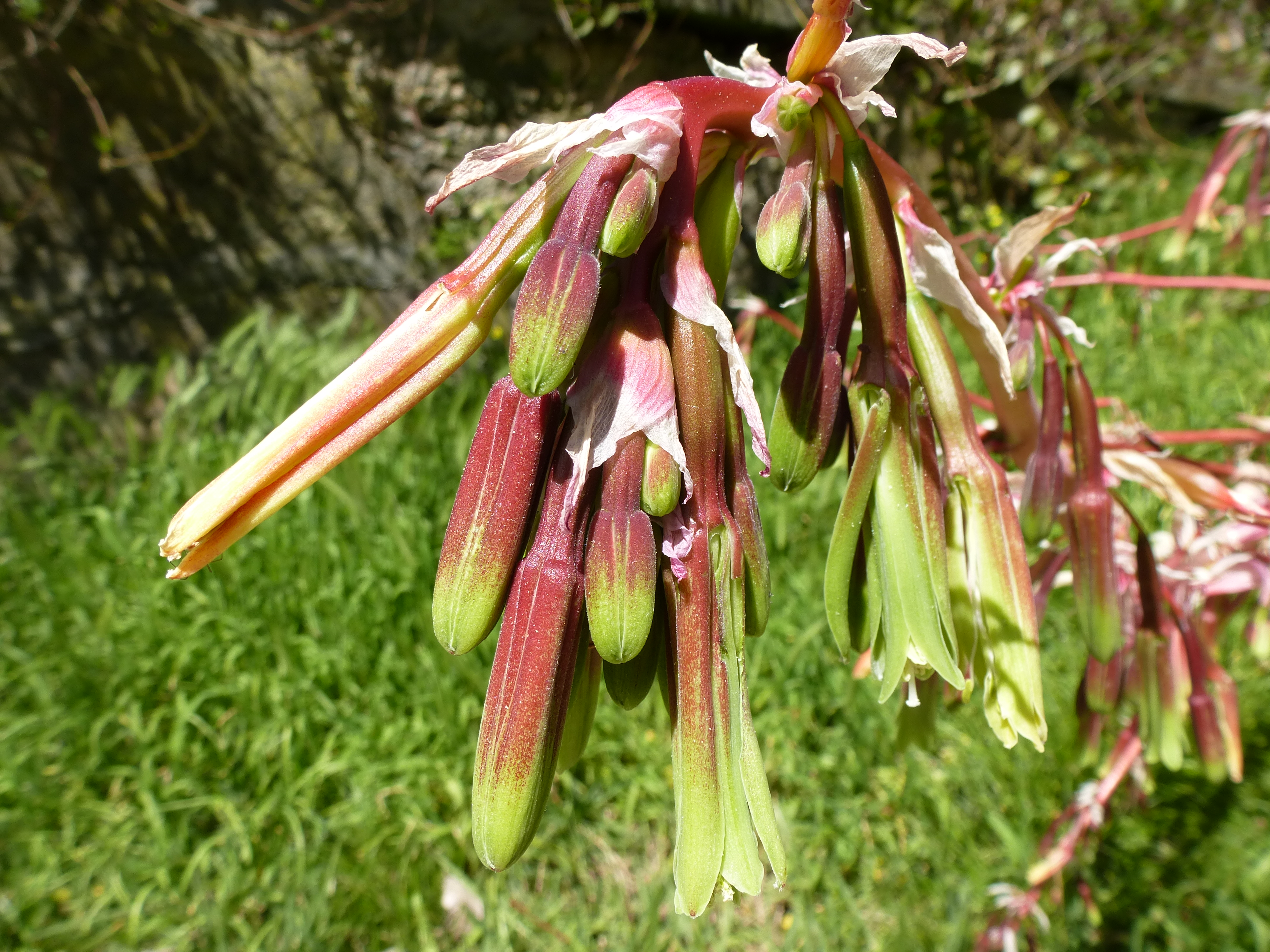
Beschorneria
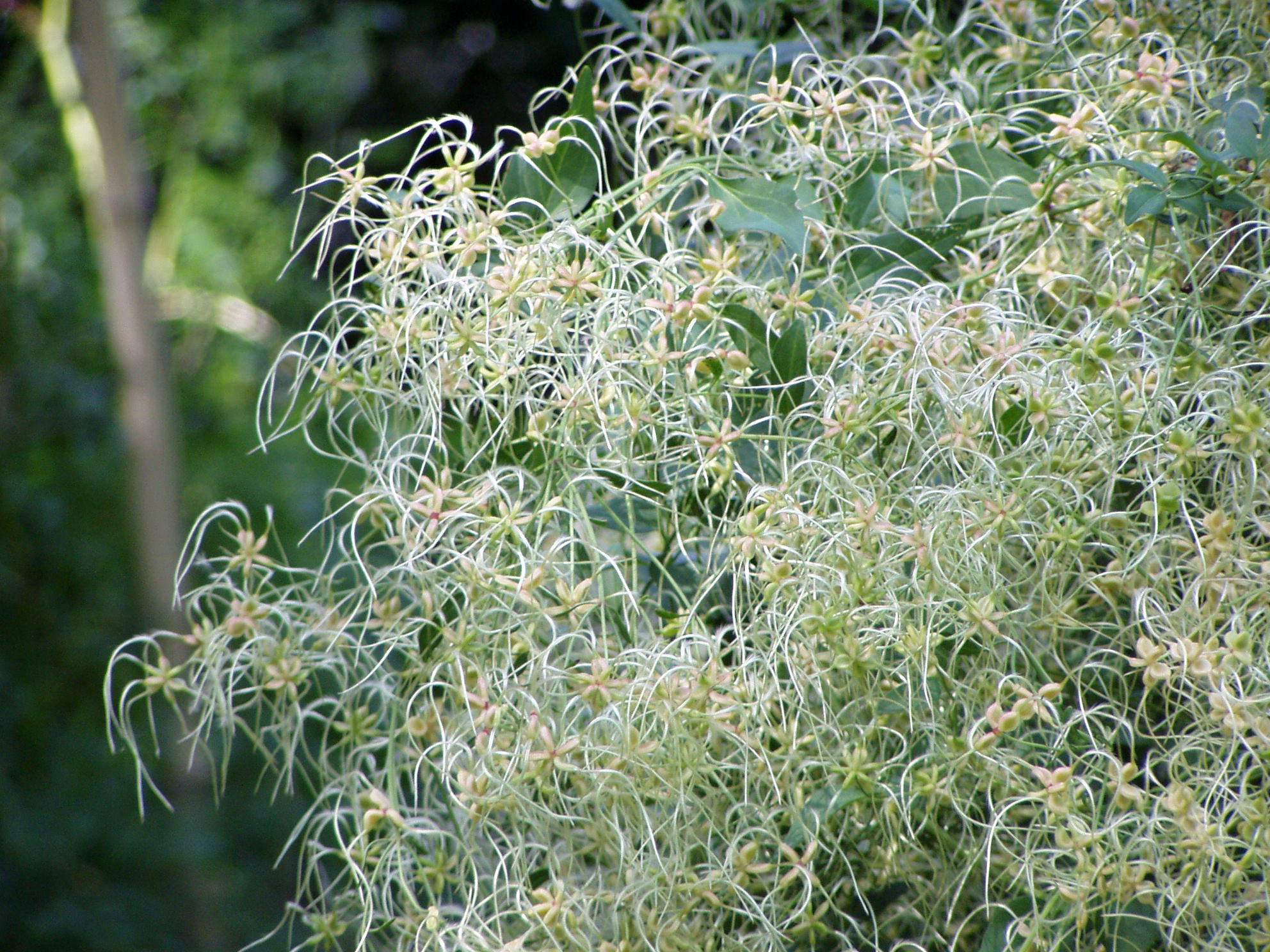
Clematis flammula
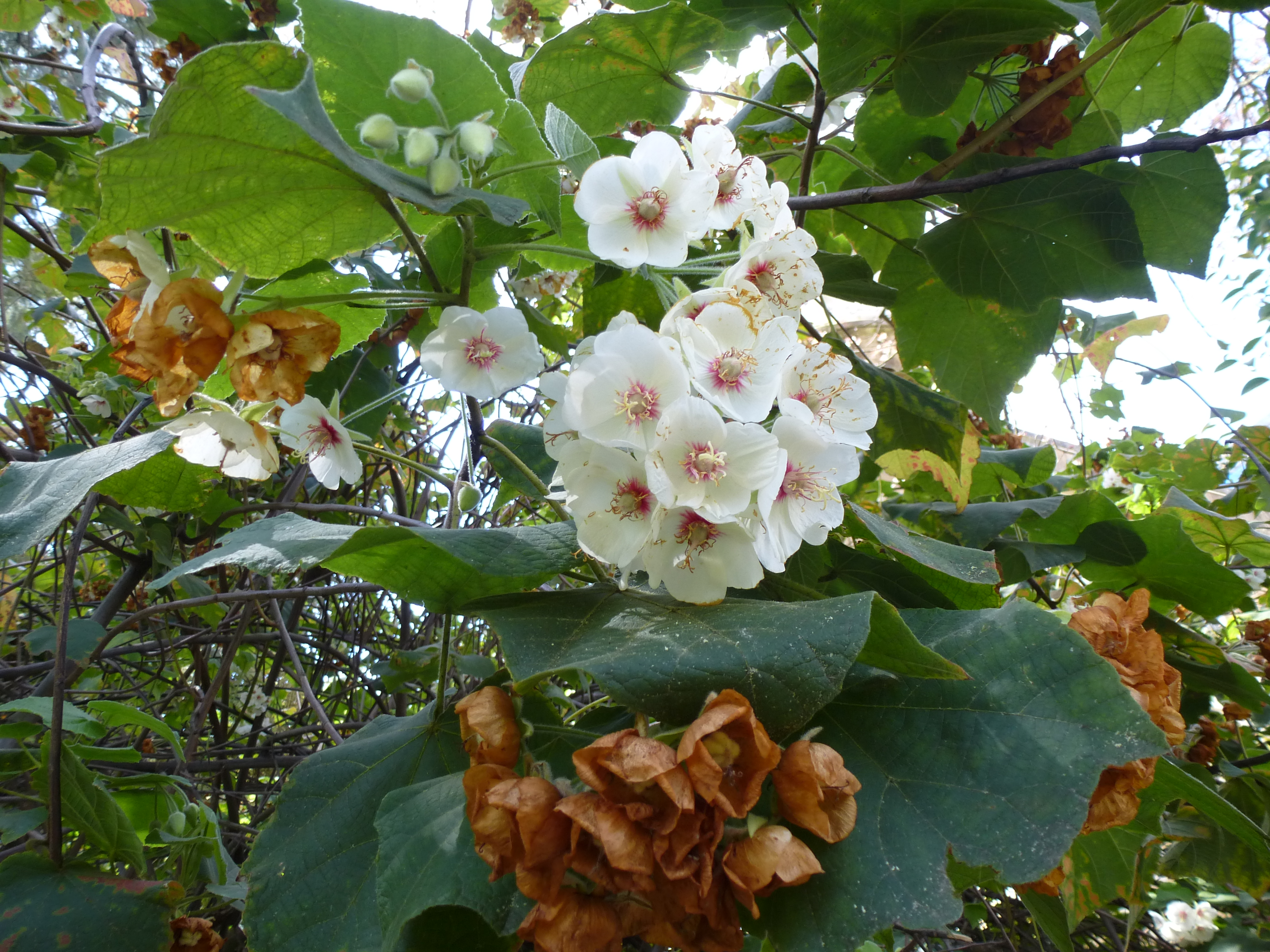
Dombeya burgessiae
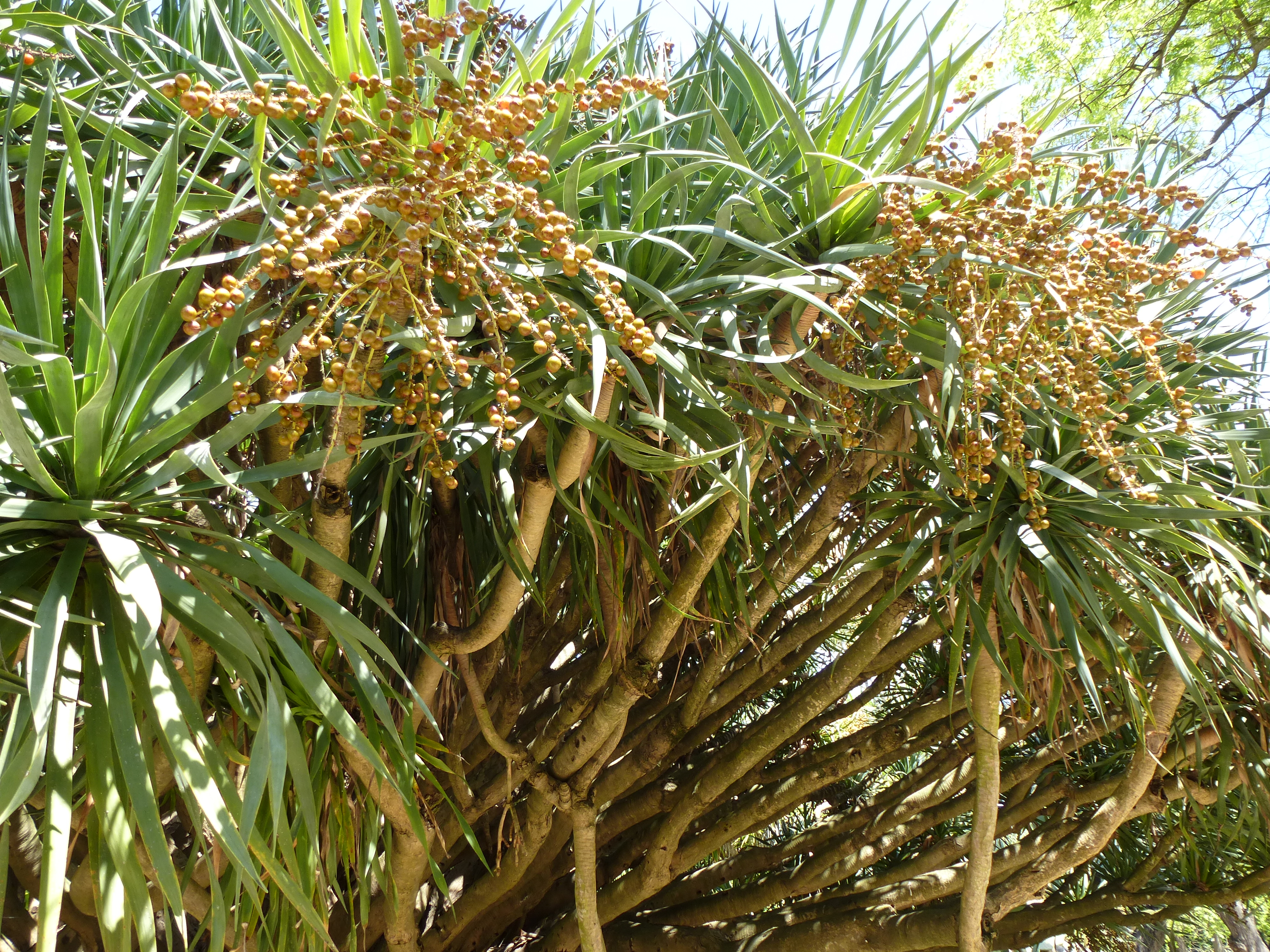
Dracaena draco
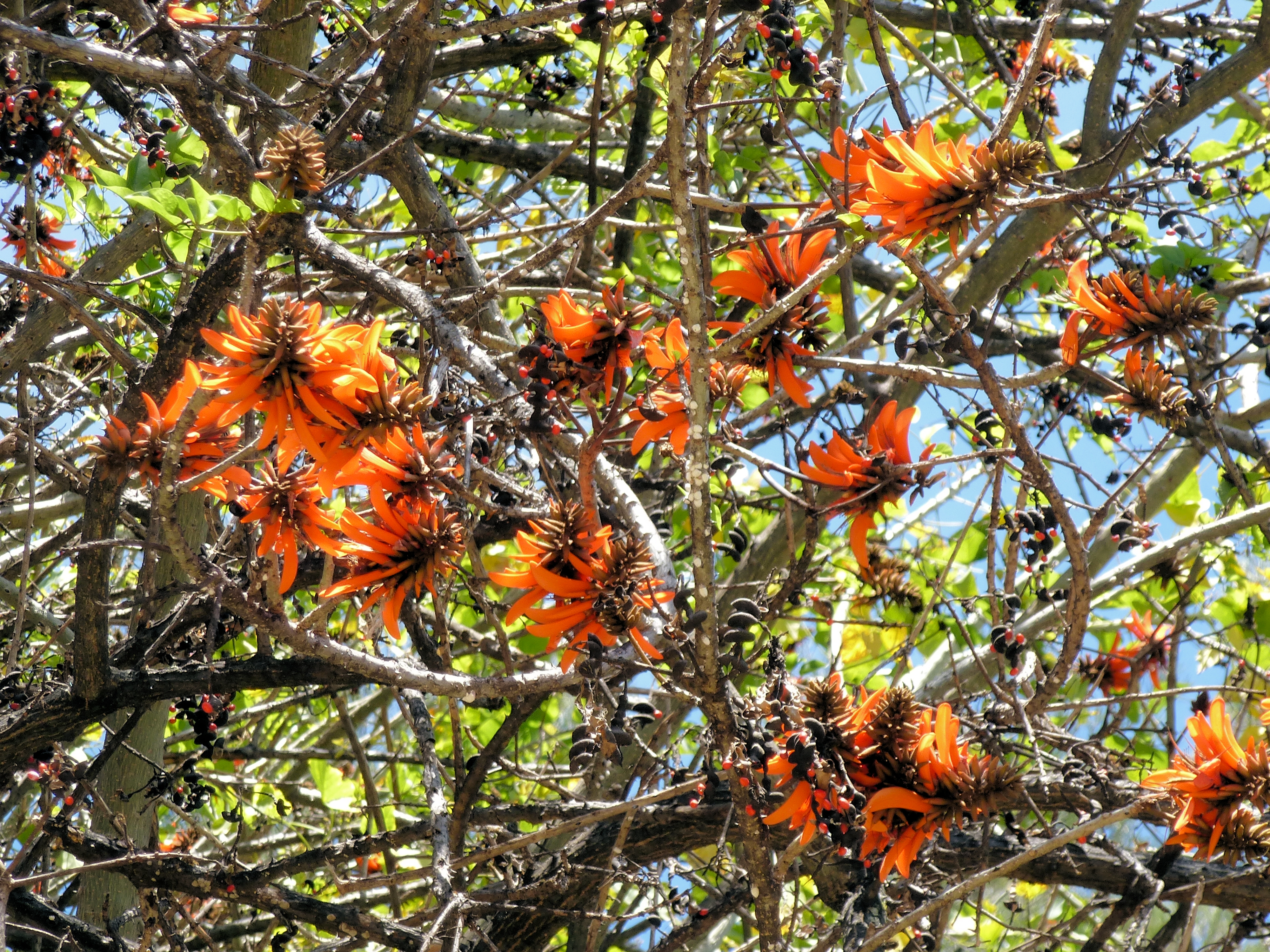
Erythrina
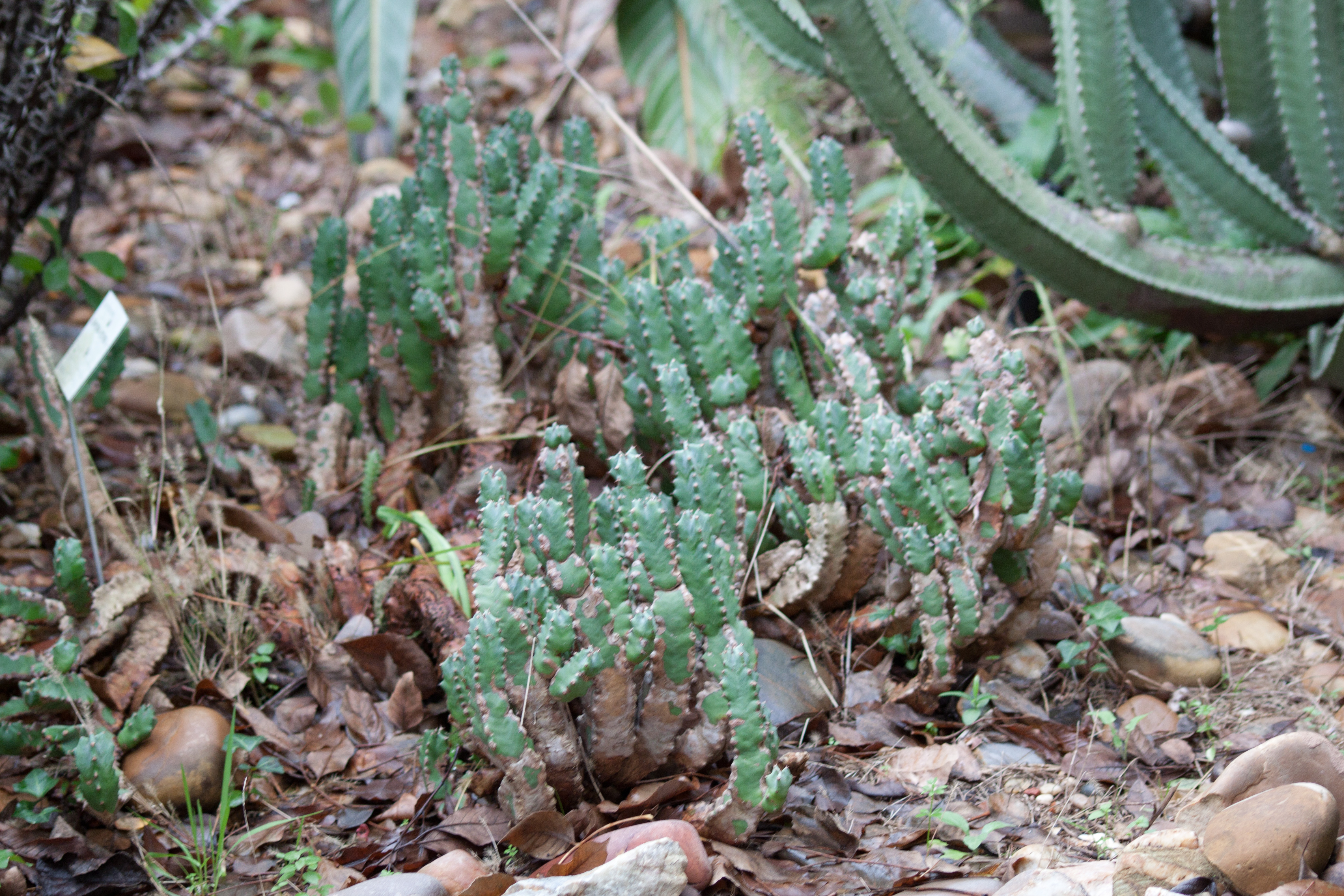
Euphorbia resinifera
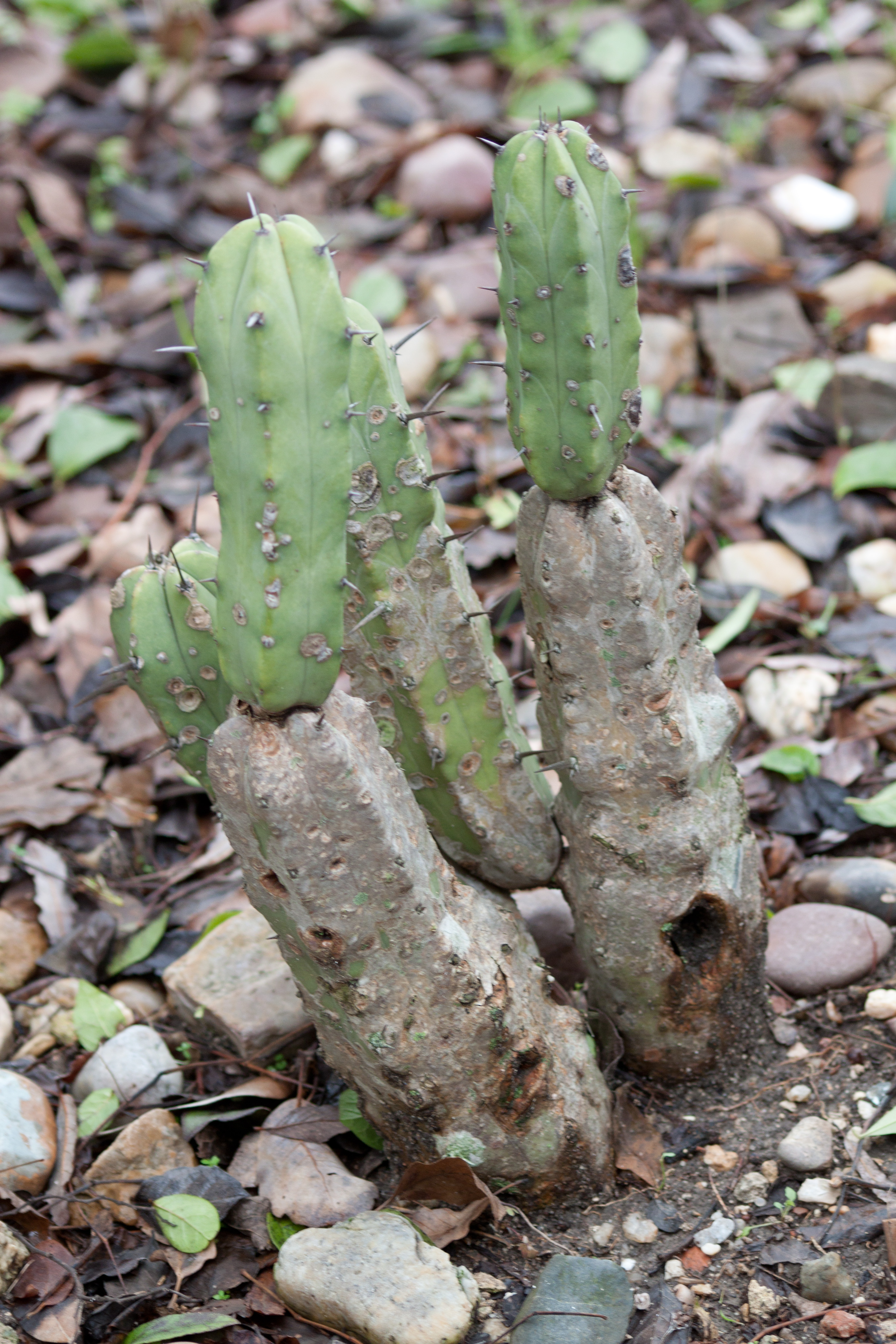
Myrtillocactus geometrizans
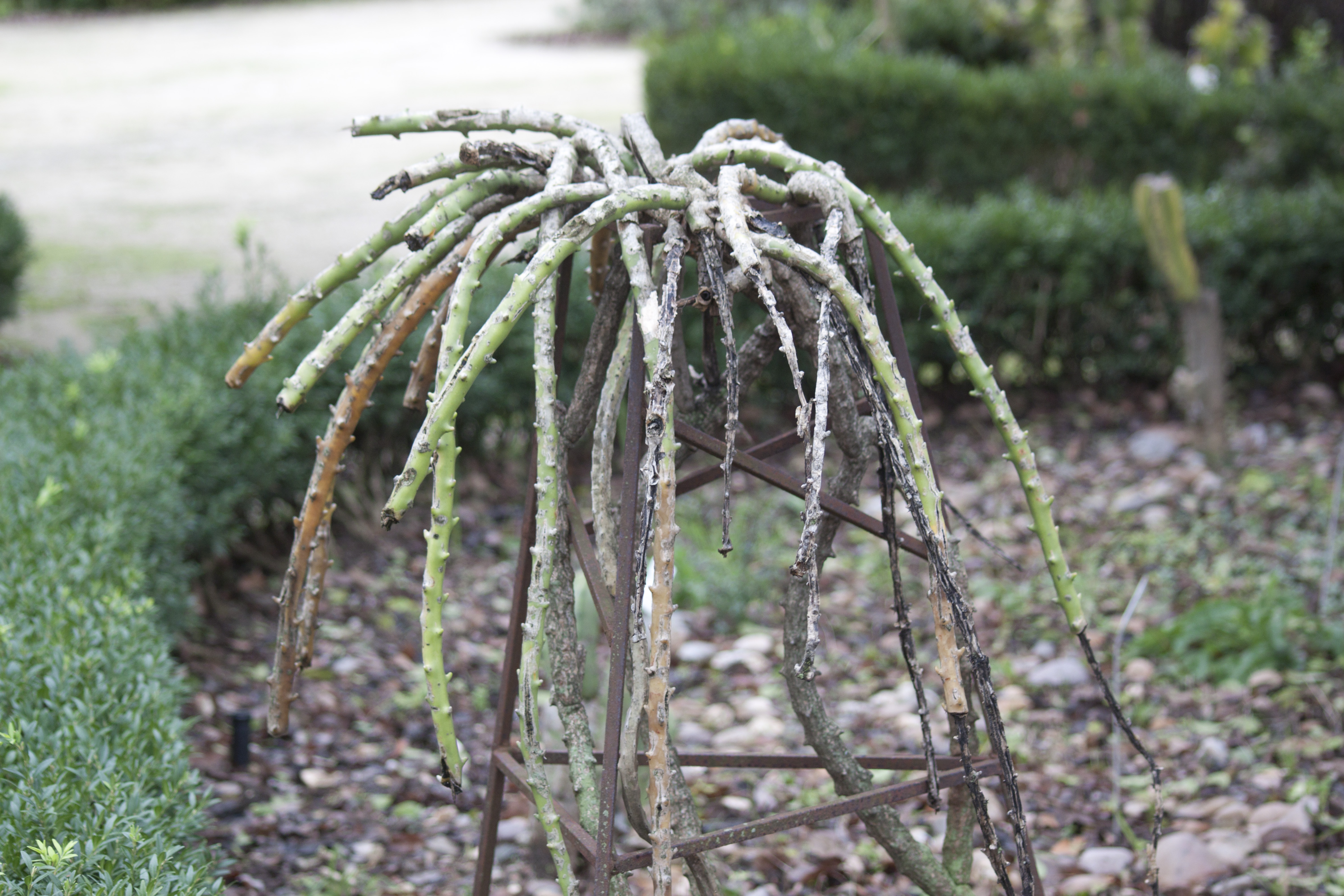
Selenicereus hamatus
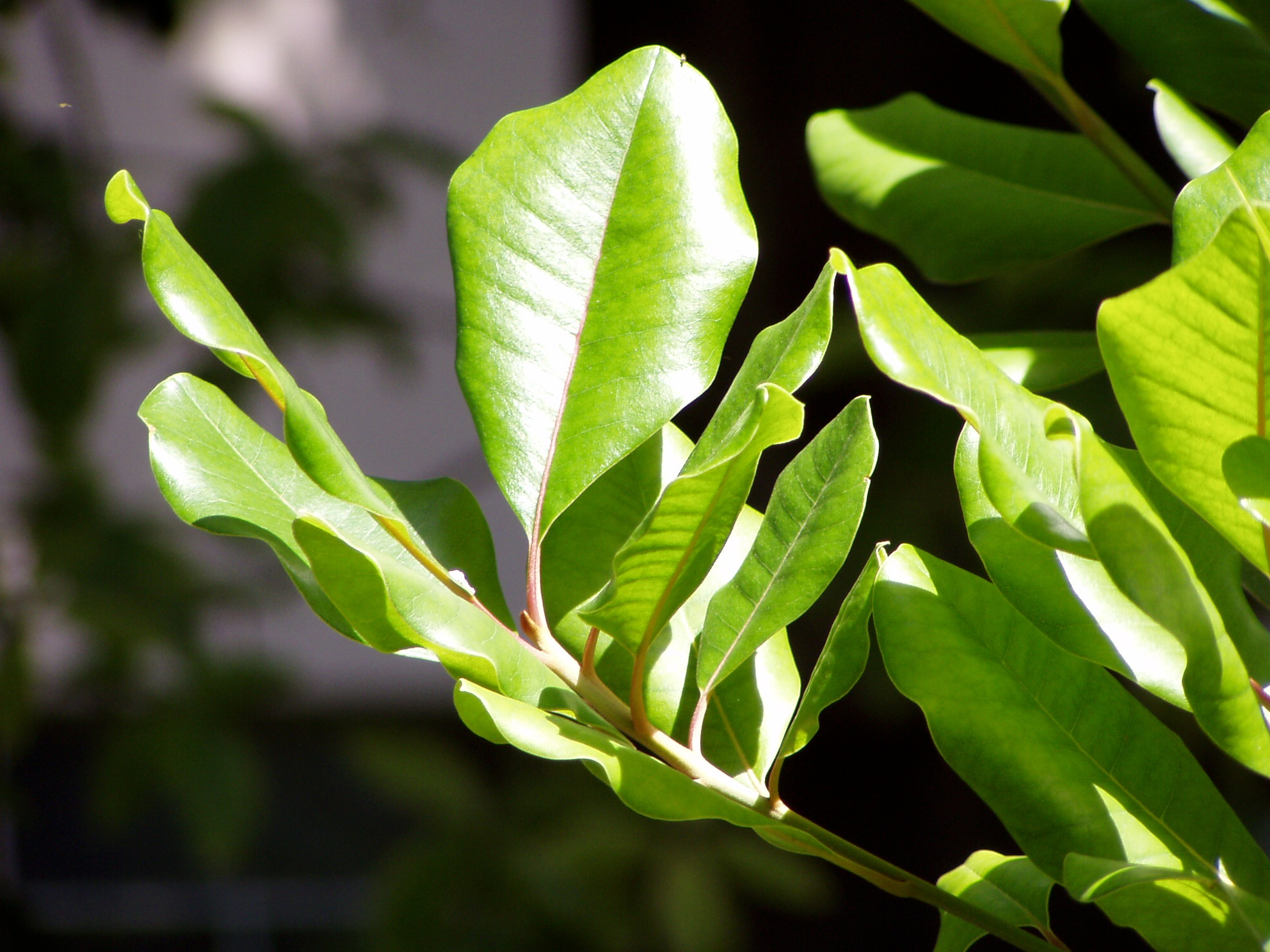
Sideroxylon mirmulano
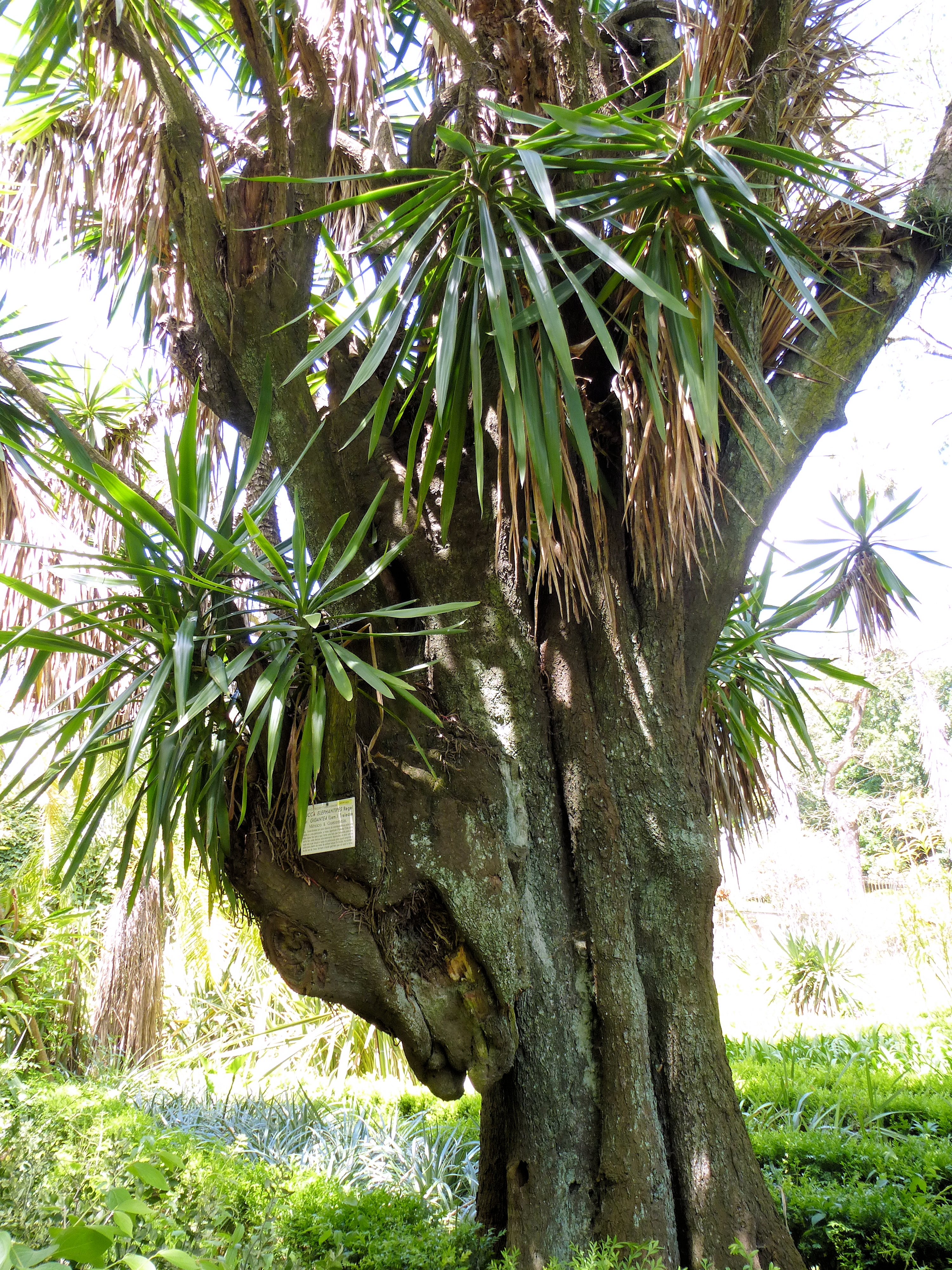
Yucca elephantipes